# أندريا ماغي
أندريا ماغي (بالإيطالية: Andrea Magi)‏ (مواليد 14 يوليو 1966) هو ملاكم إيطالي، مثّل بلاده في الألعاب الأولمبية الصيفية 1988.

## روابط خارجية
أندريا ماغي على موقع بوكس ريك (الإنجليزية) (registration required)
- أندريا ماغي على موقع أوليمبيديا (الإنجليزية)